# Philodromus grosi
Philodromus grosi es una especie de araña cangrejo del género Philodromus, familia Philodromidae. Fue descrita científicamente por Lessert en 1943.

## Distribución
Esta especie se encuentra en el Congo.